# Книжный вор
«Книжный вор» (англ. The Book Thief) — роман австралийского писателя Маркуса Зусака, написанный в 2005 году. Находился в списке «The New York Times Best Seller list» более 230 недель. Экранизирован в 2013 году режиссёром Брайаном Персивалем. В российском прокате фильм демонстрировался под более благозвучным названием — «Воровка книг». Роль Лизель в картине исполнила 13-летняя Софи Нелисс.

## Сюжет
Действие происходит в нацистской Германии начиная с января 1939 года. Повествование ведётся от лица Ангела Смерти. Главная героиня романа — девятилетняя Лизель Мемингер, становящаяся старше по мере развития сюжета. У Лизель нелёгкая судьба: её отец, неизвестным образом связанный с коммунистами, без вести пропал, а мать, не в силах ухаживать за девочкой и её братом, решает отдать детей на воспитание приёмным родителям, тем самым надеясь спасти их от преследования нацистскими властями. По дороге к новому дому брат Лизель умирает — вероятно, от пневмонии, — что происходит на глазах у девочки, оставляя тяжёлое впечатление на всю жизнь. Брата Лизель хоронят, и на кладбище девочка крадёт свою первую в жизни книгу — «Наставления могильщикам». 
Вскоре Лизель приезжает в городок Молькинг (город вымышлен автором) к своим новым приёмным родителям Гансу и Розе Хуберманам (работающим маляром и прачкой), которые живут на Химмель-Штрассе (что в переводе означает «Небесная улица»). Роза встречает девочку не слишком приветливо, но Лизель вскоре привыкает к здешней манере общения и сближается с приёмной матерью, поняв внутреннюю доброту Розы, скрытую под налетом грубости. Зато с Гансом у девочки складываются прекрасные отношения и наступает полное взаимопонимание. Кроме того, Хуберман — антифашист, что играет немаловажную роль при развитии событий. Проживая на Химмель-Штрассе, Лизель быстро заводит себе новых друзей, одним из которых становится Руди Штайнер, соседский мальчишка, которому суждено стать её лучшим другом и первой любовью. Руди восхищается великим спринтером Джесси Оуэнсом, темнокожим атлетом, разбившим теории нацистов о превосходстве белой расы и завоевавшим четыре золотые медали на Берлинской олимпиаде. Подражая ему, Руди выкрасился углём в чёрный цвет и бегал на местном стадионе, пока отец не забрал его домой. Друзья вместе ходят в школу, играют в футбол, воруют книги для девочки, влипают в неприятности, бросают хлеб заключённым евреям — все события своей жизни они переживают вместе. 
По мере развития сюжета Ганс учит Лизель читать, выводя буквы краской на стене подвала. Чтение так увлекает её, что она всё более азартно крадёт книги, из неё получается настоящая «книжная воришка». Первой сворованной книгой становится «Пожатие плеч», которую Лизель стащила с пепелища на площади, где нацисты сжигали книги «расово неполноценных» авторов. Затем жена бургомистра отдаёт Лизель книгу «Свистун». По мере развития сюжета автор развивает мысль о том, что книги для Лизель значат гораздо больше, чем кажется. Они вскармливают её душу, дают ей пищу для ума и почву для развития. Книги — единственная отрада в нелёгкой жизни девочки. В кульминационной части романа у Лизель появляется новый друг — Макс Ванденбург, беглый еврей, временно поселившийся у Хуберманов, прячущих его в подвале собственного дома от нацистов. Отец Макса спас Гансу Хуберману жизнь во время Первой мировой войны, и тот считает нужным возвратить долг погибшему товарищу, спасая его сына. Макс и Лизель становятся верными друзьями. Макс дарит Лизель иллюстрированную книгу, в которой делится с ней самыми сокровенными мыслями. По иронии судьбы Макс пишет данную книгу, закрасив страницы книги Гитлера «Майн Кампф», лейтмотивом произведения являются слова Лизель: «У тебя волосы из перьев», произнесённые ею в момент, когда она впервые увидела Макса. Между ними устанавливается духовная связь, они привязываются друг к другу на всю оставшуюся жизнь. В 1942 году Макс всё же покидает дом на Химмель-Штрассе, когда возникает угроза его обнаружения. Через какое-то время его ловят и отправляют в концентрационный лагерь Дахау недалеко от Мюнхена. 
Детство Лизель пронизано событиями Второй мировой войны. В сюжете романа отражается всё: идеи нацизма, гонения на евреев, разделение немецкого народа на два лагеря — тех, кто за идеологию Гитлера, и тех, кто против неё. Хуберманы показаны как обыкновенная немецкая семья, не разделяющая нацистских взглядов (Ганс Хуберман подал хлеб заключённому еврею, отказался от вступления в НСДАП, вместе с женой и приёмной дочерью приютил беглого еврея). 
Лизель — жертва своего времени. Девочка, ненавидящая Адольфа Гитлера, который загубил всю её семью (родную, а впоследствии и приёмную), не может сделать ровным счётом ничего. Она собственными глазами видит все унижения, которые приходятся претерпевать людям, не принадлежащим к арийской расе, — всё это тяжким камнем ложится ей на душу. Книга заканчивается трагически — ночью на Химмель-Штрассе обрушиваются бомбы, и в живых остаётся лишь одна Лизель: она в ту ночь сидела в подвале, где заснула, когда записывала свою историю в чёрную записную книжку, которую в ту же ночь теряет. Лизель, которой на тот момент уже четырнадцать лет, забирают к себе бургомистр с женой. Затем с войны возвращается отец Руди Штайнера Алекс, который содержит ателье, — Лизель часто ему там помогает. Там же её находит Макс, вернувшийся из освобождённого концлагеря. 
В эпилоге Лизель, будучи замужем и уже став пожилой женщиной, живёт в Австралии, в Сиднее. Туда же к ней наведывается Ангел Смерти, который нашёл её книгу. Прежде чем забрать Лизель, он показывает ей эту потерянную книгу, которую спас в ночь бомбардировки, и сообщает ей единственную истину, которую знает: «Меня обуревают люди».

## Композиция романа
Роман построен необычным образом — повествование ведется от лица Смерти. Смерть представляет собой довольно расплывчатый образ, однако его присутствие в романе играет важную роль. Смерть рассказывает о своей нелегкой работе, часто даёт свои собственные комментарии по поводу происходящего в книге, а также обращается к читателю. В конце романа Смерть приходит за Лизель и отдаёт ей книгу её жизни.
Роман разделен на десять частей, каждая из которых имеет собственное название. Заключительная, десятая, часть называется так же, как и вся книга, — «Книжный вор».

## Главные герои
- Смерть (в качестве рассказчика)
- Лизель Мемингер
- Роза Хуберман, «Мама»
- Ганс Хуберман, «Папа»
- Руди Штайнер
- Макс Ванденбург
- Ильза Герман

## Мировая пресса о романе «Книжный вор»
«Книжного вора» будут превозносить за дерзость автора. Книгу будут читать повсюду и восхищаться, поскольку в ней рассказывается история, в которой книги становятся сокровищами. А с этим не поспоришь.— New York Times

«Книжный вор» бередит душу. Это несентиментальная книга, но глубоко поэтичная. Её мрачность и сама трагедия пропускаются сквозь читателя, будто черно-белое кино, из которого украдены краски. Зузаку, быть может, и не довелось жить под пятой нацизма, но его роман заслуживает места на полке рядом с «Дневником Анны Франк» и «Ночью» Эли Визеля. Похоже, роман неизбежно станет классикой.— USA Today

Этот увесистый том — немалое литературное достижение. «Книжный вор» бросает вызов нам всем.— Publisher’s Weekly

Литературная жемчужина.— Good Reading

Эта история разобьёт сердце как подросткам, так и взрослым.— Bookmarks Magazine

Триумф писательской дисциплины…один из самых необычных и убедительных австралийских романов нового времени.— The Age